# Daniel Sharman
Daniel Andrew Sharman (* 25. duben 1986, Hackney, Londýn, Spojené království) je anglický herec a producent. Proslavil se ztvárněním postavy Isaaca Laheye v televizním seriálu Vlčí mládě (2012–2014), Kaleba/Kola v seriálu The Originals. (2014–2015), Troye Otta v seriálu Živí mrtví: Počátek konce (2017) a Lorenza I. Medicejského v seriálu Medicejové: Vládci Florencie (2018).
Navštěvoval soukromou internátní školu Mill Hill School, kde byl známý jako Dan Sharman, a také Arts Educational School v Londýně. V letech 2004–2007 studoval na londýnské Akademii hudby a dramatických umění.

## Filmografie

### Film
| Rok  | Název                                    | Role         | Poznámky            |
| ---- | ---------------------------------------- | ------------ | ------------------- |
| 2010 | The Last Days of Edgar Harding           | Harry        |                     |
| 2011 | The Sexy Dark Ages                       | Ulric        | krátkometrážní film |
| 2011 | Válka Bohů                               | Ares         |                     |
| 2012 | The Collection                           | Basil        |                     |
| 2015 | Drone                                    | Matt Collier | krátkometrážní film |
| 2015 | The Juilliard of Broken Dreams           | Jeffrey      | krátkometrážní film |
| 2016 | Soon You Will Be Gone and Possibly Eaten | Jason        | krátkometrážní film |
| 2016 | Albion: Rise of the Danann               | Lir          |                     |

### Televize
| Rok       | Název                        | Role                            | Poznámky                                     |
| --------- | ---------------------------- | ------------------------------- | -------------------------------------------- |
| 2003      | Judge John Deed              | Andy Dobbs                      | díl: „Judicial Review“                       |
| 2007      | Nové začátky                 | Alexander Dewhurst              | TV film                                      |
| 2009      | Vraždy v Oxfordu             | Richard Scott                   | díl: „Něžný déšť milosrdenství“              |
| 2011      | The Nine Lives of Chloe King | Zane                            | díl: „Responsible“ a „Beautiful Day“         |
| 2012–2014 | Vlčí mládě                   | Isaac Lahey                     | vedlejší role (2.–3. řada), 31 dílů          |
| 2013      | When Calls the Heart         | Edward Montclair                | TV film                                      |
| 2014–2015 | The Originals                | Kaleb Westphall / Kol Mikaelson | vedlejší role (2.. řada), 12 dílů            |
| 2015      | LFE                          | Joe                             | neprodaný televizní pilotní díl              |
| 2017      | Mercy Street                 | Lord Edward                     | díly: „Unknown Soldier“ a „House of Bondage“ |
| 2017      | Živí mrtví: Počátek konce    | Troy Otto                       | hlavní role (3. řada), 16 dílů               |
| 2018–2019 | Medicejové: Vládci Florencie | Lorenzo I. Medicejský           | hlavní role, 16 dílů                         |
| 2020      | Prokletá                     | Plačící mnich                   | hlavní role                                  |

### Producent
| Rok  | Název                                    | Poznámky            |
| ---- | ---------------------------------------- | ------------------- |
| 2015 | The Juilliard of Broken Dreams           | krátkometrážní film |
| 2016 | Soon You Will Be Gone and Possibly Eaten | krátkometrážní film |
| 2017 | Simularity                               | krátkometrážní film |

### Hudební video
| Rok  | Název               | Role     | Umělec                              |
| ---- | ------------------- | -------- | ----------------------------------- |
| 2016 | "Where's the Love?" | sám sebe | The Black Eyed Peas feat. The World |